# Центр керування (iOS)
Центр керування (англ. Control Centre, або Control Center) — функція операційної системи iOS компанії Apple Inc., представлена як частина iOS 7, що була випущена 18 вересня 2013 року. Вона надає iOS-пристроям швидкий доступ до важливих налаштувань пристрою, проводячи пальцем вгору від нижньої частини дисплея (або проводячи вниз від верхнього правого кута в iPhone X і пізніших версіях, а також на всіх моделях iPad, починаючи з iOS 12 або iPadOS). Функція схожа на налаштування SBSettings для джейлбрейка iOS. Центр керування також був доданий до комп'ютерів Mac у операційній системі macOS Big Sur, випущеній 12 листопада 2020 року.

## Використання
Центр керування надає користувачам iOS швидкий доступ до часто використовуваних елементів керування та програм. Проводячи пальцем вгору з будь-якого екрана, включаючи екран блокування (якщо до Центру керування налаштовано доступ із заблокованого екрана), користувачі можуть робити такі речі, як увімкнути режим польоту, увімкнути або вимкнути Wi-Fi, налаштувати яскравість дисплея і подібні основні функції пристрою.
Починаючи з iOS 7, Центр керування також включає вбудовану функцію ліхтарика для використання світлодіодного спалаху задньої камери як ліхтарика. Функція ліхтарика доступна лише на iPhone, iPod Touch і iPad Pro. Починаючи з iOS 9.3, перемикач Night Shift став доступним у Центрі керування на всіх моделях iPhone, iPod Touch і iPad, які мають чип Apple A7 або новішої версії.
Центр керування має й інші функції, наприклад можливість увімкнути Bluetooth і режим «Не турбувати»; портретний замок екрана; відтворити, поставити на паузу або пропустити пісню, подивитися, що відтворюється; підключатися до пристроїв з підтримкою AirPlay і швидкий доступ до програм Годинник, Калькулятор та Камера. Користувачі також мають доступ до функції AirDrop, яка раніше була доступний лише на комп'ютерах Mac і згодом додана до моделей iPhone, iPad та iPod Touch за допомогою роз'єму Lightning в iOS 7, як методу передачі файлів між пристроями Apple.

## Дизайн
У iOS 7 — iOS 9 Центр керування містив односторінкову панель з розмитим фоном, яка забезпечувала шар напівпрозорості над вмістом за ним. Дизайн здебільшого залишається незмінним, за винятком кількох невеликих періодичних змін. Через значні ресурси, необхідні для створення ефекту розмиття, iPhone 4, iPad 2 і iPad 3 не мають напівпрозорого фону, а мають сірий фон з невеликою прозорістю без розмиття.
У iOS 10 Центр керування отримав картковий дизайн з білим тлом і був розділений на три окремі картки, доступ до яких можна було отримати, проводячи пальцем горизонтально по екрану. Перша карта вклбчала основні елементи керування пристроєм, таких як Wi-Fi, Bluetooth і режим «Не турбувати», тоді як друга картка була присвячена елементам керування медіа, а третя — керуванню пристроями з підтримкою HomeKit, пов'язаними в програмі Дім.
Центр керування був значно перероблений в iOS 11, об'єднавши різні сторінки в одну і дозволивши користувачам за допомогою натиском 3D Touch (або довгим натисканням на пристроях без 3D Touch) на іконки для отримання додаткових опцій, а вертикальні повзунки дозволили користувачам регулювати гучність і яскравість. Центр керування налаштовується за допомогою програми Параметри і дозволяє відображати ширший спектр функцій налаштувань, включаючи стільникові дані, режим низького заряду та ярлик до програми Нотатки.
iOS 12 принесла кілька нових доповнень до Центру керування. Режим «Не турбувати» оновлено, щоб дозволити натиском 3D Touch або довгим натисканням на іконку отримати доступ до меню попередньо встановленої тривалості режиму «Не турбувати».
У iOS 14 і iPadOS 14 Центр керування отримав кілька нових доповнень, таких як відстеження сну, розпізнавання звуку та перемикач Shazam.
Центр керування отримав нову опцію Зосередження в iOS 15 і iPadOS 15.
Центр керування отримав нову опцію яскравості клавіатури в iOS 15 та iPadOS 15.

## Оцінки
Центр керування отримав уцілому позитивні відгуки. На відміну від користувача, який має отримати доступ до програми Налаштування, щоб змінити більшість налаштувань, Даррел Етерінгтон з TechCrunch вважав, що «відокремити [Центр керування] від цієї функції та зробити його доступним у всьому інтерфейсі користувача iOS за допомогою простого гортання знизу вгору — це дійсно велике покращення».
Оновлення iOS 11 критикували за зміну способу роботи кнопок Wi-Fi і Bluetooth; точніше, перемикачі відключають пристрої від Wi-Fi або Bluetooth, залишаючи передавачі увімкненими. Electronic Frontier Foundation заявила, що ця зміна не тільки зашкодила терміну служби акумулятора, але й була поганою для безпеки, описуючи кнопки, що вимикають Wi-Fi і Bluetooth (посіріли, але не закреслені, як вони виглядали б, якщо їх вимкнено безпосередньо з програми Налаштування), а також критикувала з'єднання з Wi-Fi і Bluetooth, що відновлюються о 5:00 щодня.